# Loi marocaine sur la liberté des prix et de la concurrence
Lire en ligne

Sur le site Adala Maroc

Au Maroc, la loi sur la liberté des prix et de la concurrence est le texte législatif qui définit les dispositions régissant la liberté des prix et organise la libre concurrence. Elle définit aussi les règles de protection de la concurrence afin de stimuler l'efficience économique et d'améliorer le bien-être des consommateurs. Elle vise également à assurer la transparence et la loyauté dans les relations commerciales.

## Présentation
La loi est composée de neuf titres :
- Titre Premier : Champ d'application ;
- Titre II : De la Liberté des Prix ;
- Titre III : Des Pratiques Anticoncurrentiellese ;
- Titre IV : Des Opérations de Concentration Economique ;
- Titre V : De la procedure, des decisions et des voies de recours  ;
- Titre VI : Des Pratiques Restrictives de la Concurrence ;
- Titre VII : Dispositions particulières relatives aux produits ou services dont le prix est réglementé ;
- Titre VIII : Des enquêtes et sanctions ;
- Titre IX : Dispositions Transitoires et Diverses.

## Dispositions de la loi
La loi n° 06-99 a posé le principe de la liberté des prix et de l'accès libre à tous les secteurs et les marchés. Elle a renforcé les conditions d'une concurrence saine et loyale par l'interdiction des pratiques anticoncurrentielles ou des comportements tendant à fausser le jeu. Ainsi, elle a prohibé les ententes sur les prix ou sur la répartition des marchés, et les abus de position dominante qu'occupe un opérateur ou un groupe d'opérateurs sur un marché. À côté de ces dispositions, l'article 8 introduit deux exceptions aux pratiques anticoncurrentielles. Les premières concernent les pratiques résultant d'un texte législatif ou réglementaire. Les secondes visent les accords qui ont pour effet d'assurer un progrès économique sans gêner la concurrence. Une attention particulière a été accordée au secteur agricole et à celui des PME. Ainsi, certaines catégories d'accords ou certains accords sont permis lorsqu'ils ont pour objet d'améliorer la gestion des PME ou la commercialisation par les agriculteurs de leurs produits. Ces accords peuvent être reconnus comme satisfaisants aux conditions prévues après avis du Conseil de la concurrence.
Dans son article 99, la loi a reconnu pour les associations de consommateurs reconnues d'utilité publique le droit de se constituer partie civile ou obtenir réparation sur la base d'une action civile indépendante du préjudice subi par les consommateurs.
Par ailleurs, les dispositions du Code pénal marocain prévues par les articles 289, 290 et 291 qui concernent la spéculation illicite ont été abrogées en vertu de l'article 101 de ladite loi.

## Dates clés
- 6 juillet 2000 : publication de la loi n° 06-99 au Bulletin officiel n° 4810;
- 17 septembre 2001 : approbation du décret N° 2-00-854 pris pour l'application de la loi n° 06-99;
- 4 janvier 2010 : promulgation de la loi n° 30-08 modifiant et complétant la loi n° 06-99 par le Dahir n° 1-09-237 du 18 moharrem 1431 (4 janvier 2010).